# Ронан (Монтана)
Ронан (англ. Ronan) — місто (англ. city) в США, в окрузі Лейк штату Монтана. Населення — 1955 осіб (2020).

## Географія
Ронан розташований за координатами 47°31′43″ пн. ш. 114°6′3″ зх. д. / 47.52861° пн. ш. 114.10083° зх. д. (47.528475, -114.100919).  За даними Бюро перепису населення США в 2010 році місто мало площу 3,08 км², з яких 3,08 км² — суходіл та 0,00 км² — водойми.

## Демографія
Згідно з переписом 2010 року, у місті мешкала 1871 особа в 737 домогосподарствах у складі 444 родин. Густота населення становила 608 осіб/км².  Було 807 помешкань (262/км²).
Расовий склад населення:
| - 61,3 % — білих - 27,0 % — корінних американців - 0,5 % — азіатів - 0,4 % — чорних або афроамериканців - 0,1 % — вихідців з тихоокеанських островів |

До двох чи більше рас належало 10,1 %. Частка іспаномовних становила 4,7 % від усіх жителів.
За віковим діапазоном населення розподілялося таким чином: 27,7 % — особи молодші 18 років, 56,3 % — особи у віці 18—64 років, 16,0 % — особи у віці 65 років та старші. Медіана віку мешканця становила 34,7 року. На 100 осіб жіночої статі у місті припадало 88,2 чоловіків;  на 100 жінок у віці від 18 років та старших — 80,9 чоловіків також старших 18 років.
Середній дохід на одне домашнє господарство  становив 39 038 доларів США (медіана — 32 411), а середній дохід на одну сім'ю — 44 458 доларів (медіана — 37 750). Медіана доходів становила 37 986 доларів для чоловіків та 25 234 долари для жінок. За межею бідності перебувало 30,5 % осіб, у тому числі 38,8 % дітей у віці до 18 років та 28,9 % осіб у віці 65 років та старших.
Цивільне працевлаштоване населення становило 767 осіб. Основні галузі зайнятості: освіта, охорона здоров'я та соціальна допомога — 37,2 %, роздрібна торгівля — 12,6 %, мистецтво, розваги та відпочинок — 9,5 %, виробництво — 7,4 %.